# Ясьонув (Підкарпатське воєводство)
Ясьонув (пол. Jasionów) — село в Польщі, у гміні Гачув Березівського повіту Підкарпатського воєводства.
Населення — 1362 особи (2011).
У XV сторіччі в селі була православна церква. В 1590 р. місцевий поміщик Єжи Блонський вигнав священика, спалив парохіяльні документи і перевів село на кальвінізм[джерело?].
У 1975-1998 роках село належало до Кросненського воєводства.

## Демографія
Демографічна структура станом на 31 березня 2011 року:
|          | Загалом | Допрацездатний вік | Працездатний вік | Постпрацездатний вік |
| -------- | ------- | ------------------ | ---------------- | -------------------- |
| Чоловіки | 667     | 150                | 457              | 60                   |
| Жінки    | 695     | 146                | 417              | 132                  |
| Разом    | 1362    | 296                | 874              | 192                  |